# Jaroslav Pouzar
Jaroslav Pouzar (* 23. ledna 1952 Čakovec) je bývalý československý hokejový útočník. Je členem Síně slávy českého hokeje a Síně slávy IIHF.

## Klubový hokej
V československé lize se poprvé objevil v roce 1975, kdy nastoupil za Motor České Budějovice. V roce 1982 jej v draftu NHL vybral na celkově 83. místě tým Edmonton Oilers. K prvnímu zápasu za Edmonton nastoupil v sezóně 1982/83. V Edmontonu odehrál čtyři sezóny a třikrát s tímto týmem získal Stanleyův pohár. Následně přestoupil v roce 1987 do německého Rosenheimu, kde v roce 1990 ukončil aktivní kariéru.

## Podnikání
Jaroslav Pouzar je vlastníkem hokejového klubu HC Českobudějovičtí lvi.

## Ocenění a úspěchy
- 1970 Postup s týmem TJ Motor České Budějovice do ČSHL
- 1978 ČSHL - Nejlepší střelec
- 2009 Síň slávy českého hokeje
- 2024 Síň slávy IIHF[2]

## Prvenství
- Debut v NHL - 5. října 1982 (Edmonton Oilers proti Edmonton Oilers)
- První gól v NHL - 5. října 1982 (Edmonton Oilers proti Edmonton Oilers, brankáři Don Edwards)
- První asistence v NHL - 5. října 1982 (Edmonton Oilers proti Edmonton Oilers)

## Klubová statistika
| Sezóna        | Klub                      | Soutěž        |     | Základní část | Základní část | Základní část | Základní část | Základní část |    | Play off | Play off | Play off | Play off | Play off |
| Sezóna        | Klub                      | Soutěž        | Z   | G             | A             | B             | TM            | Z             | G  | A        | B        | TM       |          |          |
| 1969–70       | TJ Motor České Budějovice | 1.ČSHL        | 29  | 12            | 3             | 15            | —             | —             | —  | —        | —        |          |          |          |
| 1970–71       | TJ Motor České Budějovice | ČSHL          | 31  | 5             | 0             | 5             | 10            | —             | —  | —        | —        | —        |          |          |
| 1971–72       | TJ Motor České Budějovice | ČSHL          | 36  | 10            | 7             | 17            | 28            | —             | —  | —        | —        | —        |          |          |
| 1972–73       | TJ Motor České Budějovice | ČSHL          | 36  | 21            | 9             | 30            | 26            | —             | —  | —        | —        | —        |          |          |
| 1973–74       | TJ Motor České Budějovice | ČSHL          | 40  | 26            | 11            | 37            | 34            | —             | —  | —        | —        | —        |          |          |
| 1974–75       | TJ Motor České Budějovice | ČSHL          | 43  | 25            | 11            | 36            | 46            | —             | —  | —        | —        | —        |          |          |
| 1975–76       | TJ Motor České Budějovice | ČSHL          | 30  | 13            | 8             | 21            | 38            | —             | —  | —        | —        | —        |          |          |
| 1976–77       | TJ Motor České Budějovice | ČSHL          | 44  | 29            | 15            | 44            | 18            | —             | —  | —        | —        | —        |          |          |
| 1977–78       | TJ Motor České Budějovice | ČSHL          | 43  | 42            | 20            | 62            | 48            | —             | —  | —        | —        | —        |          |          |
| 1978–79       | TJ Motor České Budějovice | ČSHL          | 38  | 20            | 14            | 34            | 38            | —             | —  | —        | —        | —        |          |          |
| 1979–80       | TJ Motor České Budějovice | ČSHL          | 44  | 40            | 23            | 63            | 48            | —             | —  | —        | —        | —        |          |          |
| 1980–81       | TJ Motor České Budějovice | ČSHL          | 42  | 29            | 26            | 55            | 47            | —             | —  | —        | —        | —        |          |          |
| 1981–82       | TJ Motor České Budějovice | ČSHL          | 34  | 18            | 16            | 34            | 32            | —             | —  | —        | —        | —        |          |          |
| 1982–83       | Edmonton Oilers           | NHL           | 74  | 15            | 18            | 33            | 57            | 1             | 2  | 0        | 2        | 0        |          |          |
| 1983–84       | Edmonton Oilers           | NHL           | 67  | 13            | 19            | 32            | 44            | 14            | 1  | 2        | 3        | 12       |          |          |
| 1984–85       | Edmonton Oilers           | NHL           | 33  | 4             | 8             | 12            | 28            | 9             | 2  | 1        | 3        | 2        |          |          |
| 1985–86       | ECD Iserlohn              | BL            | 36  | 17            | 26            | 43            | 39            | 8             | 3  | 5        | 8        | —        |          |          |
| 1986–87       | ECD Iserlohn              | BL            | 35  | 29            | 32            | 61            | 30            | 3             | 3  | 6        | 9        | —        |          |          |
| 1986–87       | Edmonton Oilers           | NHL           | 12  | 2             | 3             | 5             | 6             | 5             | 1  | 1        | 2        | 2        |          |          |
| 1987–88       | ECD Iserlohn              | BL            | 26  | 16            | 18            | 34            | 15            | —             | —  | —        | —        | —        |          |          |
| 1987–88       | Sportbund DJK Rosenheim   | BL            | 7   | 3             | 7             | 10            | 14            | 5             | 1  | 4        | 5        | 0        |          |          |
| 1988–89       | Sportbund DJK Rosenheim   | BL            | 36  | 20            | 34            | 54            | 26            | 11            | 10 | 10       | 20       | 22       |          |          |
| 1989–90       | Sportbund DJK Rosenheim   | BL            | 35  | 9             | 31            | 40            | 32            | 11            | 2  | 7        | 9        | 28       |          |          |
| 1990–91       | Augsburger EV             | 2.BL          | 33  | 17            | 46            | 63            | 26            | 18            | 18 | 16       | 34       | 16       |          |          |
| 1991–92       | Sportbund DJK Rosenheim   | BL            | 5   | 1             | 2             | 3             | 4             | —             | —  | —        | —        | —        |          |          |
| Celkem v ČSHL | Celkem v ČSHL             | Celkem v ČSHL | 461 | 278           | 159           | 437           | 413           | —             | —  | —        | —        | —        |          |          |
| Celkem v BL   | Celkem v BL               | Celkem v BL   | 175 | 94            | 148           | 242           | 156           | 38            | 19 | 32       | 51       | —        |          |          |
| Celkem v NHL  | Celkem v NHL              | Celkem v NHL  | 186 | 34            | 48            | 82            | 135           | 29            | 6  | 4        | 10       | 16       |          |          |

## Reprezentace
| Rok                       | Tým                       | Soutěž                    | Z  | G  | A  | B  | TM |
| ------------------------- | ------------------------- | ------------------------- | -- | -- | -- | -- | -- |
| 1970                      | Československo 18         | MEJ                       | 5  | 3  | 1  | 4  | 0  |
| 1971                      | Československo 18         | MEJ                       | 5  | 6  | —  | —  | —  |
| 1976                      | Československo            | OH                        | 5  | 1  | 1  | 2  | 2  |
| 1976                      | Československo            | MS                        | 8  | 2  | 3  | 5  | 0  |
| 1976                      | Československo            | KP                        | 5  | 2  | 0  | 2  | 4  |
| 1977                      | Československo            | MS                        | 10 | 4  | 4  | 8  | 14 |
| 1978                      | Československo            | MS                        | 10 | 7  | 1  | 8  | 4  |
| 1979                      | Československo            | MS                        | 8  | 4  | 3  | 7  | 6  |
| 1980                      | Československo            | OH                        | 6  | 8  | 5  | 13 | 8  |
| 1981                      | Československo            | MS                        | 7  | 1  | 1  | 2  | 2  |
| 1981                      | Československo            | KP                        | 6  | 1  | 1  | 2  | 4  |
| 1982                      | Československo            | MS                        | 10 | 3  | 1  | 4  | 6  |
| Seniorská kariéra celkově | Seniorská kariéra celkově | Seniorská kariéra celkově | 75 | 33 | 20 | 53 | 50 |